# Гружа (Кнић)
Гружа је насеље у Србији у општини Кнић у Шумадијском округу.Према попису из 2022. има 123 становника (према попису из 2011. било је 153 становника).

## Историја
Насеље Гружа је првобитно било заселак села Грабовац под именом Слепак. Данашње име и статус варошице добија указом краља Александра I Карађорђевића 22. новембра 1922. године.
Овде се налази ОШ „Рада Шубакић” Гружа и ФК Гружа.

## Демографија
У насељу Гружа живи 147 пунолетна становника, а просечна старост становништва износи 43,4 година (44,2 код мушкараца и 42,7 код жена). У насељу има 66 домаћинстава, а просечан број чланова по домаћинству је 3,05.
Ово насеље је у потпуности насељено Србима (према попису из 2002. године), а у последња три пописа, примећен је пад у броју становника.
|             | \| Демографија[2] \| Демографија[2] \| Демографија[2] \| \| Година \| Становника \| Становника \| \| -------------- \| -------------- \| -------------- \| \| 1948. \| 287 \| \| \| 1953. \| 295 \| \| \| 1961. \| 391 \| \| \| 1971. \| 327 \| \| \| 1981. \| 247 \| \| \| 1991. \| 237 \| 230 \| \| 2002. \| 201 \| 210 \| \| 2011. \| 153 \| \| \| 2022. \| 123 \| \| |            |
| Демографија | |            |
| Година      | Становника | Становника |
| 1948.       | 287 |            |
| 1953.       | 295 |            |
| 1961.       | 391 |            |
| 1971.       | 327 |            |
| 1981.       | 247 |            |
| 1991.       | 237 | 230        |
| 2002.       | 201 | 210        |
| 2011.       | 153 |            |
| 2022.       | 123 |            |

| Етнички састав према попису из 2002.‍ | Етнички састав према попису из 2002.‍ | Етнички састав према попису из 2002.‍ | Етнички састав према попису из 2002.‍ | Етнички састав према попису из 2002.‍ |
| ------------------------------------ | ------------------------------------ | ------------------------------------ | ------------------------------------ | ------------------------------------ |
|                                      |                                      |                                      |                                      |                                      |
| Срби                                 | Срби                                 |                                      | 201                                  | 100,0%                               |
| непознато                            | непознато                            |                                      | 0                                    | 0,0%                                 |

| Година пописа     | 1948. | 1953. | 1961. | 1971. | 1981. | 1991. | 2002. |
| ----------------- | ----- | ----- | ----- | ----- | ----- | ----- | ----- |
| Број домаћинстава | 82    | 89    | 114   | 107   | 84    | 77    | 66    |

| Број чланова      | 1  | 2  | 3  | 4  | 5 | 6 | 7 | 8 | 9 | 10 и више | Просек |
| ----------------- | -- | -- | -- | -- | - | - | - | - | - | --------- | ------ |
| Број домаћинстава | 12 | 14 | 14 | 14 | 9 | 3 | 0 | 0 | 0 | 0         | 3,05   |

| Пол    | Укупно | Неожењен/Неудата | Ожењен/Удата | Удовац/Удовица | Разведен/Разведена | Непознато |
| ------ | ------ | ---------------- | ------------ | -------------- | ------------------ | --------- |
| Мушки  | 87     | 28               | 54           | 4              | 1                  | 0         |
| Женски | 95     | 29               | 51           | 13             | 2                  | 0         |
| УКУПНО | 182    | 57               | 105          | 17             | 3                  | 0         |

| Пол    | Укупно                    | Пољопривреда, лов и шумарство | Рибарство                            | Вађење руде и камена | Прерађивачка индустрија       |
| ------ | ------------------------- | ----------------------------- | ------------------------------------ | -------------------- | ----------------------------- |
| Мушки  | 38                        | 1                             | 0                                    | 0                    | 17                            |
| Женски | 26                        | 2                             | 0                                    | 0                    | 7                             |
| УКУПНО | 64                        | 3                             | 0                                    | 0                    | 24                            |
| Пол    | Производња и снабдевање   | Грађевинарство                | Трговина                             | Хотели и ресторани   | Саобраћај, складиштење и везе |
| Мушки  | 3                         | 1                             | 4                                    | 3                    | 3                             |
| Женски | 0                         | 0                             | 3                                    | 1                    | 2                             |
| УКУПНО | 3                         | 1                             | 7                                    | 4                    | 5                             |
| Пол    | Финансијско посредовање   | Некретнине                    | Државна управа и одбрана             | Образовање           | Здравствени и социјални рад   |
| Мушки  | 1                         | 0                             | 2                                    | 0                    | 2                             |
| Женски | 1                         | 0                             | 2                                    | 7                    | 1                             |
| УКУПНО | 2                         | 0                             | 4                                    | 7                    | 3                             |
| Пол    | Остале услужне активности | Приватна домаћинства          | Екстериторијалне организације и тела | Непознато            | Непознато                     |
| Мушки  | 1                         | 0                             | 0                                    | 0                    | 0                             |
| Женски | 0                         | 0                             | 0                                    | 0                    | 0                             |
| УКУПНО | 1                         | 0                             | 0                                    | 0                    | 0                             |